# Ludwik Mucha
Ludwik Mucha (ur. 11 sierpnia 1904 w Smrokowie, zm. 16 lutego 1962 w Starych Drzewcach) – kapelan, hubalczyk, żołnierz Armii Krajowej, podpułkownik Wojska Polskiego.

## Życiorys
W rodzinie był najstarszy z siedmiorga rodzeństwa. Egzamin maturalny złożył w gimnazjum księży pijarów w Krakowie i przebywał tam do 1928, do ukończenia studiów teologicznych i filozoficznych w Uniwersytecie Jagiellońskim. Studia kontynuował w latach 1928–1932 w Paryżu w Instytucie Katolickim, w którym przyjął święcenia kapłańskie. Podczas studiów nawiązał łączność z polskimi ośrodkami emigracyjnymi i uczestniczył w pracach wychowawczych harcerstwa polskiego. Był członkiem Kongregacji Św. Filipa Nereusza. Po powrocie do kraju zatrzymał się w klasztorze w Gostyniu, w miejscowym gimnazjum uczył języka francuskiego. W 1938 przeniesiony do filialnego klasztoru księży filipinów w Studziannie, gdzie zastał go wybuch wojny.
W listopadzie 1939 w lasach spalskich podczas udzielania posługi kapłańskiej rannemu ułanowi Tadeuszowi Madejowi zetknął się z oddziałem mjr. Henryka Dobrzańskiego „Hubala”. Organizował dla oddziału zaopatrzenie w papierosy, słodycze oraz mapy. W święta Bożego Narodzenia, po zgłoszeniu chęci wstąpienia do oddziału, został do niego przyjęty. W oddziale chodził w mundurze bez dystynkcji, nie nosił broni. Pod Huciskiem udzielał umierającym ostatniego namaszczenia. Po wyjściu z lasów suchedniowskich zachorował na tyfus. Prawdopodobnie sam poprosił mjr. Dobrzańskiego o pozostawienie go w gajówce Zabrody koło Oleszna. Przewieziony do jakiejś wsi wśród lasów, opuścił ją, ponieważ zainteresowała się nim straż leśna. Przez krótki czas przebywał u swojej siostry w Cerekwi pod Radomiem, a następnie przewieziony do Smrokowa ukrywał się w specjalnym schowku w stodole. Po powrocie do zdrowia działał w konspiracji, w 1943 w oddziale leśnym AK zgrupowania „Żelbet” w batalionie „Skała”, gdzie wykonywał takie zadania, jak inni żołnierze.
Po wyzwoleniu powrócił na krótko do rodzinnej wsi, a następnie przeniósł się do Krakowa. Na Ziemiach Zachodnich pełnił służbę duszpasterską w różnych miejscowościach. Był proboszczem w Starych Drzewcach w powiecie Wschowa. Zmarł 16 lutego 1962 roku i został pochowany w Starych Drzewcach przy kościele. Kilka lat później jego szczątki, decyzją sióstr, zostały ekshumowane i złożone w grobie rodzinnym w Czaplach Wielkich. W kościele w Starych Drzewcach jest tablica upamiętniająca życie i działalność księdza Muchy.
Został odznaczony Krzyżem Srebrnym Orderu Wojennego Virtuti Militari.

## Ksiądz Ludwik Mucha w filmie
Ksiądz Ludwik Mucha występuje w polskim filmie historycznym Hubal w reżyserii Bohdana Poręby. Jego rolę zagrał w nim Zygmunt Malanowicz.